# Golden Globe voor beste film - musical of komedie
De Golden Globe voor beste film - musical of komedie (Best Motion Picture - Musical or Comedy) is een jaarlijkse filmprijs van de Hollywood Foreign Press Association (HFPA). Het is een van de belangrijkste Golden Globes. Enkel musical- of komediefilms komen in aanmerking voor deze prijs, de overige films komen in de categorie Golden Globe voor beste film - drama aan bod. De categorie werd ingevoerd bij de negende uitreiking, voor films uit 1951. Voor films uit 1953 werden de categorieën voor eenmaal herenigd.  De winnaars en genomineerden voor de gezamenlijke categorie beste film (Best Picture) zijn vermeld bij de dramafilms. Voor films uit de jaren 1958 tot en met 1962 waren er aparte categorieën voor musicals en komedies, de winnaars en genomineerden ervan zijn hier weergegeven.

## Winnaars en genomineerden
De winnaar staat bovenaan in vette letters, de overige genomineerden staan eronder in alfabetische volgorde.

### 1951-1959
- 1951 (9e): An American in Paris
- 1952 (10e): With a Song in My Heart
  - Hans Christian Andersen
  - I'll See You in My Dreams
  - Singin' in the Rain
  - Stars and Stripes Forever
- 1953 (11e): Niet uitgereikt
- 1954 (12e): Carmen Jones
- 1955 (13e): Guys and Dolls
- 1956 (14e): The King and I
  - Bus Stop
  - The Opposite Sex
  - The Solid Gold Cadillac
  - The Teahouse of the August Moon
- 1957 (15e): Les Girls
  - Don't Go Near the Water
  - Love in the Afternoon
  - Pal Joey
  - Silk Stockings
- 1958 (16e), komedie: Auntie Mame
  - Bell, Book and Candle
  - Indiscreet
  - Me and the Colonel
  - The Perfect Furlough

musical: Gigi
- Damn Yankees
- South Pacific
- Tom Thumb

- 1959 (17e), komedie: Some Like It Hot
  - But Not for Me
  - Operation Petticoat
  - Pillow Talk
  - Who Was That Lady?

musical: Porgy and Bess
- The Five Pennies
- Li'l Abner
- A Private's Affair
- Say One for Me

### 1960-1969
- 1960 (18e), komedie: The Apartment
  - The Facts of Life
  - The Grass Is Greener
  - It Started in Naples
  - Our Man in Havana

musical: Song Without End
- Bells Are Ringing
- Can-Can
- Let's Make Love
- Pepe

- 1961 (19e), komedie: A Majority of One
  - Breakfast at Tiffany's
  - One, Two, Three
  - The Parent Trap
  - Pocketful of Miracles

musical: West Side Story
- Babes in Toyland
- Flower Drum Song

- 1962 (20e), komedie: That Touch of Mink
  - The Best of Enemies
  - Boys' Night Out
  - If a Man Answers
  - Period of Adjustment

musical: The Music Man
- Billy Rose's Jumbo
- Girls! Girls! Girls!
- Gypsy
- The Wonderful World of the Brothers Grimm

- 1963 (21e): Tom Jones
  - Bye Bye Birdie
  - Irma la Douce
  - It's a Mad, Mad, Mad, Mad World
  - A Ticklish Affair
  - Under the Yum Yum Tree
- 1964 (22e): My Fair Lady
  - Father Goose
  - Mary Poppins
  - The Unsinkable Molly Brown
  - The World of Henry Orient
- 1965 (23e): The Sound of Music
  - Cat Ballou
  - The Great Race
  - Those Magnificent Men in their Flying Machines
  - A Thousand Clowns
- 1966 (24e): The Russians Are Coming, the Russians Are Coming
  - A Funny Thing Happened on the Way to the Forum
  - Gambit
  - Not with My Wife, You Don't!
  - You're a Big Boy Now
- 1967 (25e): The Graduate
  - Camelot
  - Doctor Dolittle
  - The Taming of the Shrew
  - Thoroughly Modern Millie
- 1968 (26e): Oliver!
  - Finian's Rainbow
  - Funny Girl
  - The Odd Couple
  - Yours, Mine and Ours
- 1969 (27e): The Secret of Santa Vittoria
  - Cactus Flower
  - Goodbye, Columbus
  - Hello, Dolly!
  - Paint Your Wagon

### 1970-1979
- 1970 (28e): M*A*S*H
  - Darling Lili
  - Diary of a Mad Housewife
  - Lovers and Other Strangers
  - Scrooge
- 1971 (29e): Fiddler on the Roof
  - The Boy Friend
  - Kotch
  - A New Leaf
  - Plaza Suite
- 1972 (30e): Cabaret
  - 1776
  - Avanti!
  - Butterflies Are Free
  - Travels with My Aunt
- 1973 (31e): American Graffiti
  - Jesus Christ Superstar
  - Paper Moon
  - Tom Sawyer
  - A Touch of Class
- 1974 (32e): The Longest Yard
  - The Front Page
  - Harry & Tonto
  - The Little Prince
  - The Three Musketeers
- 1975 (33e): The Sunshine Boys
  - Funny Lady
  - The Return of the Pink Panther
  - Shampoo
  - Tommy
- 1976 (34e): A Star Is Born
  - Bugsy Malone
  - The Pink Panther Strikes Again
  - The Ritz
  - Silent Movie
- 1977 (35e): The Goodbye Girl
  - Annie Hall
  - High Anxiety
  - New York, New York
  - Saturday Night Fever
- 1978 (36e): Heaven Can Wait
  - California Suite
  - Foul Play
  - Grease
  - Movie Movie
- 1979 (37e): Breaking Away
  - 10
  - Being There
  - Hair
  - The Rose

### 1980-1989
- 1980 (38e): Coal Miner's Daughter
  - Airplane!
  - Fame
  - The Idolmaker
  - Melvin and Howard
- 1981 (39e): Arthur
  - The Four Seasons
  - Pennies from Heaven
  - S.O.B.
  - Zoot Suit
- 1982 (40e): Tootsie
  - The Best Little Whorehouse in Texas
  - Diner
  - My Favorite Year
  - Victor Victoria
- 1983 (41e): Yentl
  - The Big Chill
  - Flashdance
  - Trading Places
  - Zelig
- 1984 (42e): Romancing the Stone
  - Beverly Hills Cop
  - Ghostbusters
  - Micki & Maude
  - Splash
- 1985 (43e): Prizzi's Honor
  - Back to the Future
  - A Chorus Line: The Movie
  - Cocoon
  - The Purple Rose of Cairo
- 1986 (44e): Hannah and Her Sisters
  - Crimes of the Heart
  - Crocodile Dundee
  - Down and Out in Beverly Hills
  - Little Shop of Horrors
  - Peggy Sue Got Married
- 1987 (45e): Hope and Glory
  - Baby Boom
  - Broadcast News
  - Dirty Dancing
  - Moonstruck
- 1988 (46e): Working Girl
  - Big
  - A Fish Called Wanda
  - Midnight Run
  - Who Framed Roger Rabbit
- 1989 (47e): Driving Miss Daisy
  - The Little Mermaid
  - Shirley Valentine
  - The War of the Roses
  - When Harry Met Sally...

### 1990-1999
- 1990 (48e): Green Card
  - Dick Tracy
  - Ghost
  - Home Alone
  - Pretty Woman
- 1991 (49e): Beauty and the Beast
  - City Slickers
  - The Commitments
  - The Fisher King
  - Fried Green Tomatoes
- 1992 (50e): The Player
  - Aladdin
  - Enchanted April
  - Honeymoon in Vegas
  - Sister Act
- 1993 (51e): Mrs. Doubtfire
  - Dave
  - Much Ado About Nothing
  - Sleepless in Seattle
  - Strictly Ballroom
- 1994 (52e): The Lion King
  - The Adventures of Priscilla, Queen of the Desert
  - Ed Wood
  - Four Weddings and a Funeral
  - Ready to Wear (Prêt-à-Porter)
- 1995 (53e): Babe
  - The American President
  - Get Shorty
  - Sabrina
  - Toy Story
- 1996 (54e): Evita
  - The Birdcage
  - Everyone Says I Love You
  - Fargo
  - Jerry Maguire
- 1997 (55e): As Good as It Gets
  - The Full Monty
  - Men in Black
  - My Best Friend's Wedding
  - Wag the Dog
- 1998 (56e): Shakespeare in Love
  - Bulworth
  - The Mask of Zorro
  - Patch Adams
  - Still Crazy
  - There's Something About Mary
- 1999 (57e): Toy Story 2
  - Analyze This
  - Being John Malkovich
  - Man on the Moon
  - Notting Hill

### 2000-2009
- 2000 (58e): Almost Famous
  - Best in Show
  - Chicken Run
  - Chocolat
  - O Brother, Where Art Thou?
- 2001 (59e): Moulin Rouge!
  - Bridget Jones's Diary
  - Gosford Park
  - Legally Blonde
  - Shrek
- 2002 (60e): Chicago
  - About a Boy
  - Adaptation
  - My Big Fat Greek Wedding
  - Nicholas Nickleby
- 2003 (61e): Lost in Translation
  - Bend It Like Beckham
  - Big Fish
  - Finding Nemo
  - Love Actually
- 2004 (62e): Sideways
  - Eternal Sunshine of the Spotless Mind
  - The Incredibles
  - The Phantom of the Opera
  - Ray
- 2005 (63e): Walk the Line
  - Mrs. Henderson Presents
  - Pride & Prejudice
  - The Producers
  - The Squid and the Whale
- 2006 (64e): Dreamgirls
  - Borat: Cultural Learnings of America for Make Benefit Glorious Nation of Kazakhstan
  - The Devil Wears Prada
  - Little Miss Sunshine
  - Thank You for Smoking
- 2007 (65e): Sweeney Todd: The Demon Barber of Fleet Street
  - Across the Universe
  - Charlie Wilson's War
  - Hairspray
  - Juno
- 2008 (66e): Vicky Cristina Barcelona
  - Burn After Reading
  - Happy-Go-Lucky
  - In Bruges
  - Mamma Mia!
- 2009 (67e): The Hangover
  - (500) Days of Summer
  - It's Complicated
  - Julie & Julia
  - Nine

### 2010-2019
- 2010 (68e): The Kids Are All Right
  - Alice in Wonderland
  - Burlesque
  - Red
  - The Tourist
- 2011 (69e): The Artist
  - 50/50
  - Bridesmaids
  - Midnight in Paris
  - My Week with Marilyn
- 2012 (70e): Les Misérables
  - The Best Exotic Marigold Hotel
  - Moonrise Kingdom
  - Salmon Fishing in the Yemen
  - Silver Linings Playbook
- 2013 (71e): American Hustle
  - Her
  - Inside Llewyn Davis
  - Nebraska
  - The Wolf of Wall Street
- 2014 (72e): The Grand Budapest Hotel
  - Birdman
  - Into the Woods
  - Pride
  - St. Vincent
- 2015 (73e): The Martian
  - The Big Short
  - Joy
  - Spy
  - Trainwreck
- 2016 (74e): La La Land
  - 20th Century Women
  - Deadpool
  - Florence Foster Jenkins
  - Sing Street
- 2017 (75e): Lady Bird
  - The Disaster Artist
  - Get Out
  - The Greatest Showman
  - I, Tonya
- 2018 (76e): Green Book
  - Crazy Rich Asians
  - The Favourite
  - Mary Poppins Returns
  - Vice
- 2019 (77e): Once Upon a Time in Hollywood
  - Dolemite Is My Name
  - Jojo Rabbit
  - Knives Out
  - Rocketman

### 2020-2029
- 2020 (78e): Borat Subsequent Moviefilm
  - Hamilton
  - Music
  - Palm Springs
  - The Prom
- 2021 (79e): West Side Story
  - Cyrano
  - Don't Look Up
  - Licorice Pizza
  - Tick, Tick... Boom!

- 2022 (80e): The Banshees of Inisherin
  - Babylon
  - Everything Everywhere All at Once
  - Glass Onion: A Knives Out Mystery
  - Triangle of Sadness
- 2023 (81e): Poor Things
  - Air
  - American Fiction
  - Barbie
  - The Holdovers
  - May December